# Ostritz
Ostritz este un oraș din landul Saxonia, Germania.

## Monumente
- Mănăstirea Marienthal, secolul al XIII-lea